# Do You Believe in Magic
Do You Belive In Magic, amerikanska gruppen The Lovin' Spoonfuls debutalbum, utgivet i mars 1965.

## Låtlista
Alla låtar är skrivna av John Sebastian om inget annat anges.
1. Do You Believe in Magic – 2:07
2. Blues in the Bottle (traditional arrangerad av John Sebastian) – 2:12
3. Sportin' Life (traditional arrangerad av John Sebastian) – 4:04
4. My Gal (traditional arrangerad av John Sebastian) – 2:38
5. You Baby (Barry Mann/Phil Spector/Cynthia Weil) – 2:56
6. Fishin' Blues (traditional) – 2:02
7. Did You Ever Have to Make up Your Mind? – 1:59
8. Wild About My Lovin' (traditional arrangerad av John Sebastian) – 2:36
9. Other Side of This Life (Fred Neil) – 2:30
10. Younger Girl – 2:20
11. On the Road Again – 1:51
12. Night Owl Blues (Steve Boone/Joe Butler/John Sebastian/Zal Yanovsky) – 3:05
13. Alley Oop (Dallas Frazier) – 2:17
14. Younger Girl – 2:39
15. Blues in the Bottle (traditional) – 3:02
16. Wild About My Lovin' – 2:36
17. Other Side of This Life (Fred Neil) – 2:31

Fotnot: 13-17 är bonusspår från den remastrade CD-utgåvan från 2002.